# Giuseppe Mainardi
Giuseppe Mainardi (San Pietro Mosezzo, 17 gennaio 1919 – novembre 1979) è stato un calciatore e allenatore di calcio italiano, di ruolo centrocampista.

## Carriera
Giocò a lungo con il Novara, con cui disputò anche alcuni campionati di Serie A.
Alla fine degli Anni Cinquanta allenò l'Imperia e il Novara, in coppia col calciatore Ambrogio Baira.

## Caratteristiche tecniche
Giuseppe Mainardi era un centrocampista dotato di una buona visione di gioco e di un eccellente controllo del pallone. Non era un giocatore particolarmente veloce né fisicamente imponente, ma la sua intelligenza calcistica e la capacità di gestire il gioco lo rendevano un elemento fondamentale nel centrocampo delle sue squadre. Abile nel recupero del pallone, Mainardi si distingueva per la sua precisione nei passaggi e per la capacità di dettare i tempi della partita, avviando le azioni offensive con grande lucidità. La sua abilità tecnica gli permetteva di essere un regista di gioco, pur non essendo un giocatore particolarmente esplosivo. La sua carriera si caratterizzò per un gioco intelligente e tatticamente ben strutturato, che lo rendeva un punto di riferimento per le sue squadre.

## Palmarès
- Campionato italiano di Serie B: 1

Novara: 1947-1948